# Elijah Mbogo
Elijah Mbogo (* 1988) ist ein kenianischer Langstreckenläufer, der sich auf Straßenläufe spezialisiert hat.
2007 siegte er beim Tübinger Stadtlauf. Bei der Route du Vin wurde er Sechster, beim Halbmarathonbewerb von Reims à toutes jambes Vierter. Für den Singapur-Marathon war er als Tempomacher engagiert wurden, jedoch entschied er sich zum Durchlaufen und gewann sein Debüt über die 42,195-km-Distanz.
2008 wurde er Fünfter bei den 20 van Alphen.
Elijah Mbogos älterer Bruder David Chepkwony Kiptanui ist ebenfalls als Marathonläufer erfolgreich.

## Persönliche Bestzeiten
- 20-km-Straßenlauf: 57:44 min, 9. März 2008, Alphen aan den Rijn
- Halbmarathon: 1:01:40 h, 21. Oktober 2007, Reims
- Marathon: 2:14:23 h, 2. Dezember 2007, Singapur